# Imperator (Schiff, 1886)

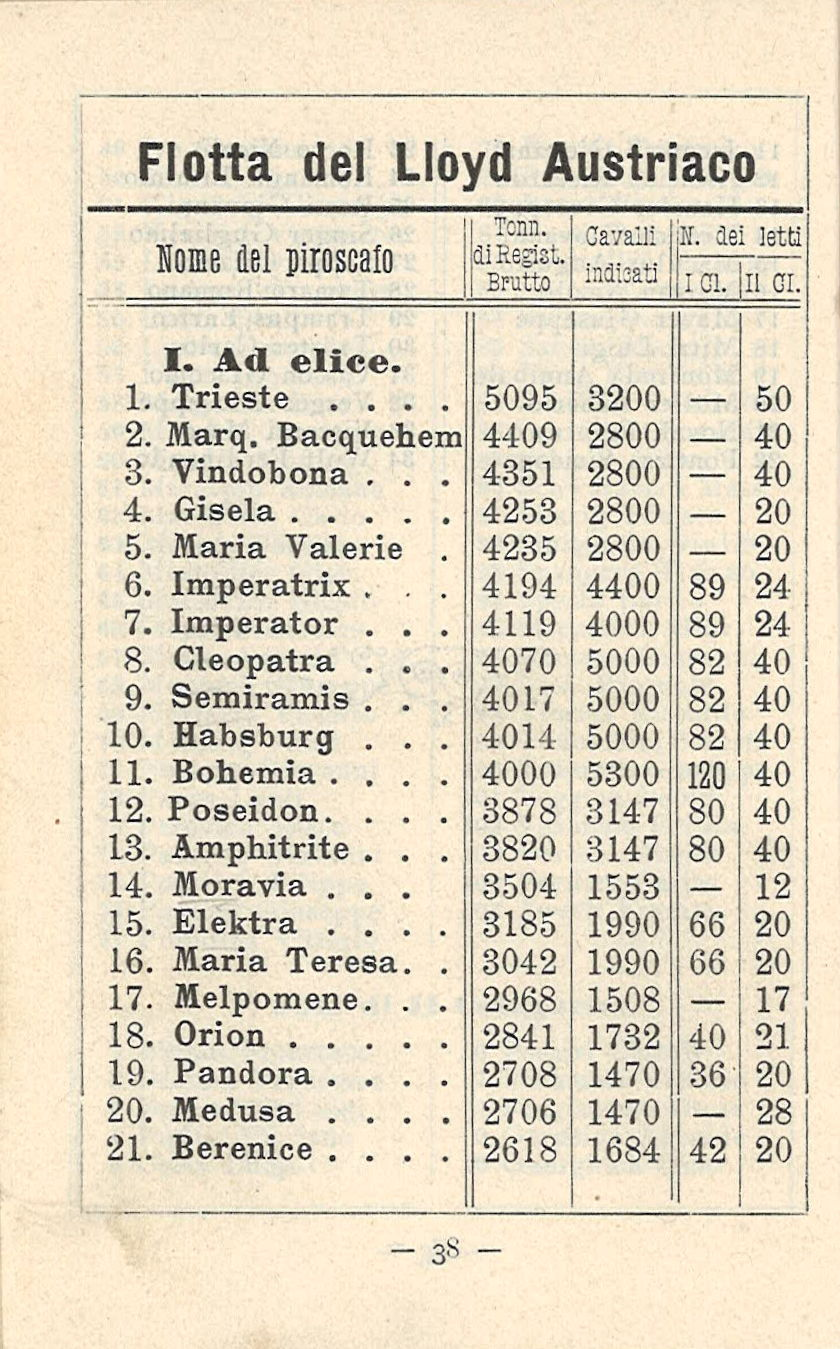
Daten der „Imperator“ (Almanacco di personale di cuccina e camere) del'Lloyd (1898), S. 38

Die Imperator war ein 1886 für den Transport von Passagieren und Fracht auf der Ostasien-Route in Dienst gestelltes Passagierschiff des Österreichischen Lloyd. 1909 wurde das Schiff abgewrackt. Sein Schwesterschiff war die 1888 in Dienst gestellte und 1907 gestrandete Imperatrix.

## Bau und Indienststellung beim Österreichischen Lloyd
Das aus Stahl gebaute dreimastige Dampfschiff Imperator, das nach dem Titel des österreichischen Kaisers mit dessen Zustimmung getauft worden war, lief am 27. September 1886 auf der gesellschaftseigenen Werft, dem Lloydarsenal in Triest, vom Stapel. Der Stapellauf gestaltete sich zum Volksfest und war der Auftakt für die Feierlichkeiten anlässlich des 50-jährigen Jubiläums der Dampfschifffahrts-Gesellschaft, der 2. Sektion des Österreichischen Lloyd. Nach dem Stapellauf fand im Atrium des Lloydpalastes eine Feierstunde statt, bei der der älteste Beamte der Gesellschaft, der Schiffskonstrukteur J.B. von Tonello, im Beisein des Verwaltungsdirektors Baron Mopurgo die Widmungsurkunde verlas. Das Schiff war im Lloyd’s Register of Shipping (1889–1890) unter der Nummer „I-53“ eingetragen. Es trat beim Lloyd die Namensnachfolge des 1843 vom Stapel gelaufenen Raddampfers Imperatore an, der es nur auf 160 PS gebracht hatte.

## Technische Daten und Ausstattung

### Maschinerie
Die Imperator, vermessen mit 4.140 BRT, war das erste Lloydschiff, das eine Vierzylinder-Dampfmaschine mit Dreifachexpansion aufwies. Mit seiner Maschinenleistung von 4.000 PS konnte das Schiff eine Geschwindigkeit von 15 Knoten anstelle der damals allgemein üblichen 11 bis 14 Knoten erreichen. Der Kessel- und der Maschinenraum befanden sich mittschiffs über dem Kiel zwischen den Laderäumen.
Das Schiff war modern ausgerüstet, u. a. waren an Bord: „eine Maschine zur Bereitung von Eis, mehrere Dampfpumpen, ein Dampfdestillator, vier Dampfkrane ein Dampfgangspill, System Emerson & Walker, zum Lichten der Anker und ein automatischer Stauungsapparat System Baxtler“ sowie elektrische Beleuchtung.

### Takelage
Das Schiff war als Dreimastschoner getakelt, wobei nur der Fockmast über Rahsegel und ein zusätzliches Gaffelsegel verfügte. Großmast und Besanmast waren nur mit Gaffelsegeln und Toppsegeln besetzt.

### Passagierunterbringung
Die Imperator verfügte im Hauptdeck über 89 Betten in der 1. Klasse. Diese Kabinen lagen achterlich und mittschiffs. In der 2. Klasse gab es nur 24 Betten. Diese Kabinen lagen backbord- und steuerbordseitig zwischen denen der 1. Klasse und dem Vorschiff. Für die Passagiere standen jeweils zwei nach Klassen getrennte Speisesäle im Hauptdeck und Rauchsalons im Oberdeck zur Verfügung.